# Place du Mutsaert
La place du Mutsaert (en néerlandais : Mutsaertplaats ou Mutsaardplein selon la commune) est une place qui forme le cœur du hameau du Mutsaard. Elle se situe à la frontière entre la section bruxelloise de Laeken et les communes flamandes de Vilvorde et Grimbergen.

## Histoire
La place du Mutsaert se situe au croisement de deux vieux chemins : la chaussée Romaine et le chemin Sainte-Anne qui reliait la Fontaine et la chapelle Sainte-Anne de Laeken à Grimbergen. C'est ce chemin qui donna plus tard la rue de Wand d'un côté et l'avenue Sainte-Anne de l'autre.
Jusqu'en 1897, la place du Mutsaert était un point de quatre frontières entre Laeken, Neder-Over-Heembeek, Strombeek-Bever et Vilvorde. À partir de 1897, la partie heembeekoise du Mutsaard est incluse dans Laeken en compensation de la perte par celle-ci d'une partie des faubourgs de Laeken et de la zone de Tour & Taxis. Cela devient un point de trois frontières. Après les différentes fusion de communes, les trois communes concernées sont actuellement : la ville de Bruxelles, Grimbergen et Vilvorde.